# Amoral
Az Amoral 1997-ben alakult Helsinkiben. Az első három albumuk technikás és dallamos death metal stílusban íródott. A zenekar negyedik albuma a változásról szólt. A death metal dominanciáját egy riff vezérelt, kemény, de dallamos zene, esetenként könnyen énekelhető refrénekkel, váltotta fel, mely a Skid Row (USA) és a Pantera világához hasonlítható. Később az együttes stílusa a progresszív metal felé tolódott.

## Biográfia

### Kezdetek
1997-ben az Amoral még thrash metal-t játszott. 2000-től Varon, Karlsson és Ots komolyabban kezdett el foglalkozni a zenével. Első énekesük Matti Pitkänen volt, akit gyorsan lecseréltek Niko Kalliojärvira. A régi tagsághoz tartozott Ville Sorvali basszusgitáros is a Moonsorrow-ból. Sorveli csatlakozása előtt, Ots játéka hallható néhány demón. Az Amoral változó felállásokban három demót jelentetett meg, a Desolation-t, a Demo II-t és az Other Flesh-t, továbbá pár kisebb koncertet adott az első album megjelenése előtt.

### Wound Creations
Az Amoral a Rage of Achilles Records-hoz szerződött és 2004-ben kiadták első albumukat, a Wound Creations-t. A Rage of Achilles csődbe jutása után, az együttest a Spikefarm, a Spinefarm Records egyik részlege karolta fel, akik újra kiadták a Wound Creations-t a Metamorphosis című bónusz nótával. A lemez Finnország és Európa szerte zömmel pozitív kritikákat kapott a magazinoktól és a webmagazinoktól. A megjelenést követően, az Amoral számos koncertet adott. Az underground metal színtérből való felemelkedésük jele volt egy egy hónapos európai turné a  Finntroll és a Naglfar társaságában, beleértve a 2005-ös Tuska fesztiválos szereplést is.

### Decrowning
Hamarosan a 2005-ös európai turné után, az Amoral visszatért a stúdióba, hogy rögzítse második albumát, a Decrowning-t. A korong 2005 októberében jelent meg Finnországban és néhány másik országban, 2006 márciusában Japánban és az USA-ban. A Lacrimal Gland-re elkészült az első videóklip. 2006 tavaszán, a csapat belevetette magát a második európai turnéba. A 37 állomásos turné főzenekarai a Dark Funeral és a Naglfar volt, az előzenekarokat az Amoral, az Endstille és az Asmodeus képviselte. Az együttes egy bemutatkozó koncertet adott Japánban és egy mini-turnét bonyolított le Olaszországban.

### Reptile Ride
Az Amoral harmadik albumát 2006 júliusában jelentették be a zenekar honlapján keresztül először. A lemez a hämeenlinnai Studio Sound Supreme-ben került rögzítésre 2007 elején, és 2007 augusztusában jelent meg. A videóklip a Leave Your Dead Behind-ra készült, mely a korong nyitódala és egyetlen kislemeze. Közben személyi változások történek a zenekaron belül. 2007 júliusában Erkki Silvennoinen basszusgitáros kilépett a zenekarból. Helyére Pekka Johansson került 2008 májusában. Körülbelül két hónappal később Niko Kalliojärvi énekes hagyta ott az együttest.

### Show Your Colors
Az Amoral negyedik stúdióalbumát 2008 novemberében jelentették be, mikor ugyancsak napvilágot látott, hogy az új frontember Ari Koivunen lett. 2009. január 21-én az első kislemezdal felkerült a csapat MySpace-ére. A Year of the Suckerpunch című nóta tisztán megkülönböztethető az előző anyagtól, és Ari magasabb, tiszta, dallamos hangjára épít Niko Kalliojärvi hörgős death metal énekével ellentétben. A zene és a gitármunka emlékeztet az előző három Amoral albumra, de pontosan kivehető, hogy a zenekar egy új irányba mozdult el. A Show Your Colors 2009. május 6-án jelent meg. 2009. október 7-étől november 7-éig az Amorphis és a Before The Dawn társaságában turnéztak Európában.
2010. január 12-én az együttes bejelentette, hogy az Amoral és Silver Ots útjai elváltak. Valtteri Hirvonen, aki már helyettesítette Silvert a 2009-es európai turnén, került egyelőre a helyére.

### Beneath
Mivel Valtteri Hirvonen csak kisegítőként működött közre, a zenekarnak meg kellett találnia a megfelelő embert, aki állandó jelleggel betölthetné a második gitáros helyét. 2011. január 29-én az Amoral MySpace oldalán látott napvilágot a hír melyben közölték, hogy Masi Hukari személyében megvan az új gitáros. Az együttes január 30-án kezdte el ötödik lemezének stúdiómunkálatait Janne Saksa producer segítségével. A Beneath-re keresztelt album Japánban október 19-én a Marquee Avalon-on, Európában október 26-án az Imperial Cassette-n keresztül látott napvilágot. A Same Difference c. single május 17-én jelent meg. Szeptember 19-én az album előzeteseként az iTunes-on elérhetővé vált a második kislemez, a Silhouette, melyhez videóklip is készült. A Beneath Észak-Amerikában 2012. február 14-én került a boltok polcaira a The End Records gondozásában.
A Finnish Metal Awards 2011 szavazáson a lemez az év negyedik legjobb hazai albuma lett.
Az Amoral első fellépése az Egyesült Államokban 2012. március 15-én volt az austini South by Southwest (SXSW) fesztiválon. A zenekar május 23-án debütált Kínában, a sanghaji Mao Livehouse-ban. Ezt követően Tokióban és Nagojában adtak koncertet. Időközben felkerült a YouTube-ra a második videóklip is, mely a Wrapped In Barbwire című dalra készült. Az ősz folyamán európai turnén vettek részt az Ensiferum és a Profane Omen társaságában.

### Fallen Leaves & Dead Sparrows
2012. december 16-án a zenekar bejelentette, hogy 2013 márciusában elkezdik hatodik albumuk rögzítését. 2013 tavaszán az Amoral a fülöpszigeteki Pulp Summer Slam fesztiválon vett részt, majd a Pekingben és Sanghajban megrendezésre kerülő MIDI fesztivál egyik fellépője volt. A Fallen Leaves & Dead Sparrows c. új album 2014. február 14-én jelent meg Finnországban, Európa más országaiban március 31-én került a boltok polcaira. Az együttes ízelítőként nyilvánosságra hozta az If Not Here, Where? és a No Familiar Faces című dalokat a YouTube-on. Az első hivatalos videóklip a Blueprints című dalra készült.
Az Amoral március 28-án ünnepelte tízéves születésnapját a Profane Omen és a MyGrain társaságában a Helsinkiben található Nosturiban, melynek felvétele megtalálható a YouTube-on.

### In Sequence
2014 áprilisában az Amoral elkezdte hetedik lemezének munkálatait. Az együttes június 28-án fellépett a Helsinkiben rendezett Tuska fesztiválon, majd egy bemelegítő finnországi klubturné után, novemberben egy európai körúton vett részt a svéd Dark Tranquillity-vel. 2015. március 26-án az Amoral bejelentette, hogy Niko Kalliojärvi visszatér a zenekarba. Az új felállás a Tuska fesztivál utóbuliján lépett először színpadra június 27-én.
2015 novemberének végén bejelentették, hogy az In Sequence-re keresztelt album 2016. január 29-én jelenik meg Japánban (Ward Records) és február 5-én a világ többi részén (Imperial Cassette, Gordeon Music, GSA / Nightmare Records, Észak-Amerika). A lemez a Fallen Leaves & Dead Sparrows progresszív metal stílusát követi, csak keményebb hangzással. A hat tagon kívül vendégzenészek is közreműködnek az albumon, többek között Teho Majamäki, Jonsu (Indica) és Amine Benotmane (Acyl). A Rude Awakening című dal december 3-án került nyilvánosságra a YouTube-on.
2016 tavaszán az együttes Finnországban turnézott.

### Feloszlás
2016. július 27-én az együttes bejelentette, hogy 2017 elején feloszlanak. Az Amoral az ősz folyamán még lebonyolított egy "old-school" turnét, melyen Ari Koivunen már nem vett részt. A zenekar utolsó koncertje 2017. január 5-én volt Helsinki híres klubjában, a Tavastiában.

## Tagok

### Utolsó felállás
- Ari Koivunen - ének
- Niko Kalliojärvi - hörgés, gitár
- Ben Varon - gitár
- Masi Hukari - gitár
- Juhana Karlsson - dobok
- Pekka Johansson - basszusgitár

### Korábbi tagok
- Valtteri Hirvonen - gitár
- Silver Ots - gitár, basszusgitár
- Erkki Silvennoinen - basszusgitár
- Matti Pitkänen - ének
- Ville Sorvali - basszusgitár

## Diszkográfia
Stúdióalbumok
- Wound Creations (2004)
- Decrowning (2005)
- Reptile Ride (2007)
- Show Your Colors (2009)
- Beneath (2011)
- Fallen Leaves & Dead Sparrows (2014)
- In Sequence (2016)

Kislemezek
- Leave Your Dead Behind (2007)
- Year of the Suckerpunch (2009)
- Gave Up Easy (2009)
- Same Difference (2011)
- Silhouette (2011)
- If Not Here, Where? (2013)
- No Familiar Faces (2014)
- Rude Awakening (2015)
- The Next One To Go (2016)

Demók
- Desolation (2001)
- Demo II (2002)
- Other Flesh (2002)

## Fordítás
Ez a szócikk részben vagy egészben  az   Amoral (band) című angol Wikipédia-szócikk fordításán alapul.  Az eredeti cikk szerkesztőit annak laptörténete sorolja fel. Ez a jelzés csupán a megfogalmazás eredetét és a szerzői jogokat jelzi, nem szolgál a cikkben szereplő információk forrásmegjelöléseként.